# NBC Nightly News
NBC Nightly News è un telegiornale statunitense trasmessa su NBC dal 3 agosto 1970.